# هاشيموتو قاهو
هاشيموتو قاهو ( 橋本 雅邦، 21 أغسطس، 13 كانون الثاني – 1835، 1908) كان رسام ياباني، وهو واحد من اخر الرسامين بأسلوب مدرسة كانو.

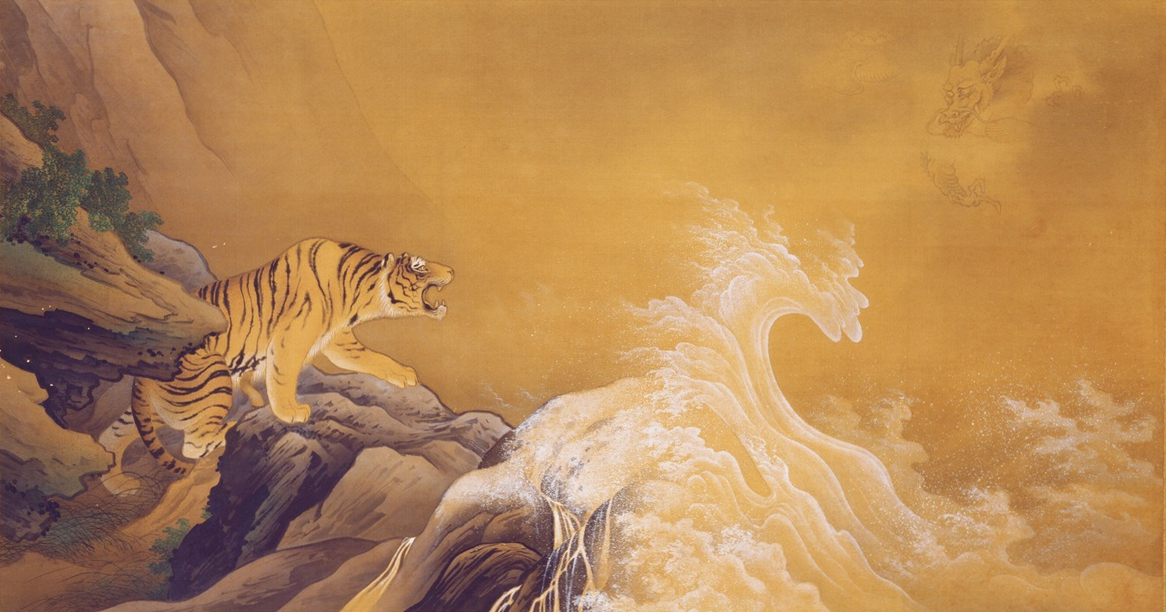
التنين ضد النمر. ألوان على الحرير، 1899. متحف التقنيات الملكية

## السيرة الذاتية
ولد هاشيموتو قاهو في مدينة إيدو، وتعلم الرسم من الرسام كانو شوزانين، كما تأثر أيضا بعمل الفنان كانو هوقاي. صنع أعمال كثيره بالأسلوب التراثي لمدرسة كانو، مستخدما الألوان والذهب أو ألوان احادية بالحبر الأسود. وبينما كانت رسوماته تشبه أعمال شخص تقليدي بشكل كبير مستخدما طرق تقليدية ومصورا لمواضيع تقليدية، قاهو كان أيضًا مثل كانو هوقاي فلقد دمج عناصر من الفن الغربي في أعماله. كما كان هناك عوامل تظهر واضحة في لوحات قاهو منها ضربات الفرشاة، وأنواع مختلفة من التفاصيل وغيرها الكثير.
فتح هاشيموتو قاهو الاستديو الخاص به سنة 1860 ولكن بسبب الانتكاسات السياسية والاقتصادية الناتجة عن استعراش مييجي، أجبر قاهو للبحث عن طرق أخرى للدخل بدلا من بيع فنونه التشكيلية. فلقد قام بإنتاج خرائط نافال الاكاديمية مرسومة على مراوح، كما قام أيضا بعدد من الأعمال الأخرى ليكسب لقمة العيش.
دعى اوكاكورا كاكازي سنة 1884 قاهو ليصبح بروفيسور رئيس الرسم في بيجيتسو قاكو طوكيو (東京美術学校)، جامعة طوكيو العالمية للفنون والموسيقى حاليًا) والتي كانت ستفتح بعد خمسة سنوات. انضم قاهو في عام 1898 إلى اوكاكورا لمغادرة بيجيتسو قاكو، وتأسيس اكاديمية الفنون اليابانية (日本美術院، نيهون بيجيتسوإين). ولقد درَّس قاهو فيها حتى يوم مماته سنة 1908.
ونتيجة لمنصبة كبروفيسور رئيس الرسم، امتلك قاهو عدد من التلاميذ المهمون ومن ضمنهم يوكوياما تايكان وكاواي قي اوكودو.

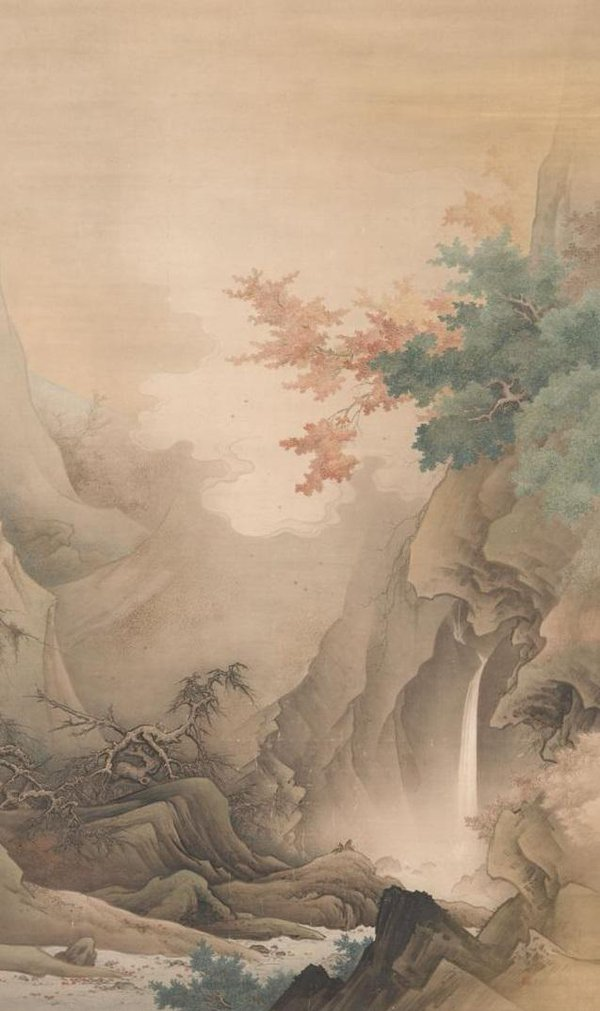
المانغروف الأبيض (白雲紅樹). 1890، مجموعة من جامعة طوكيو للفنون

## أعماله

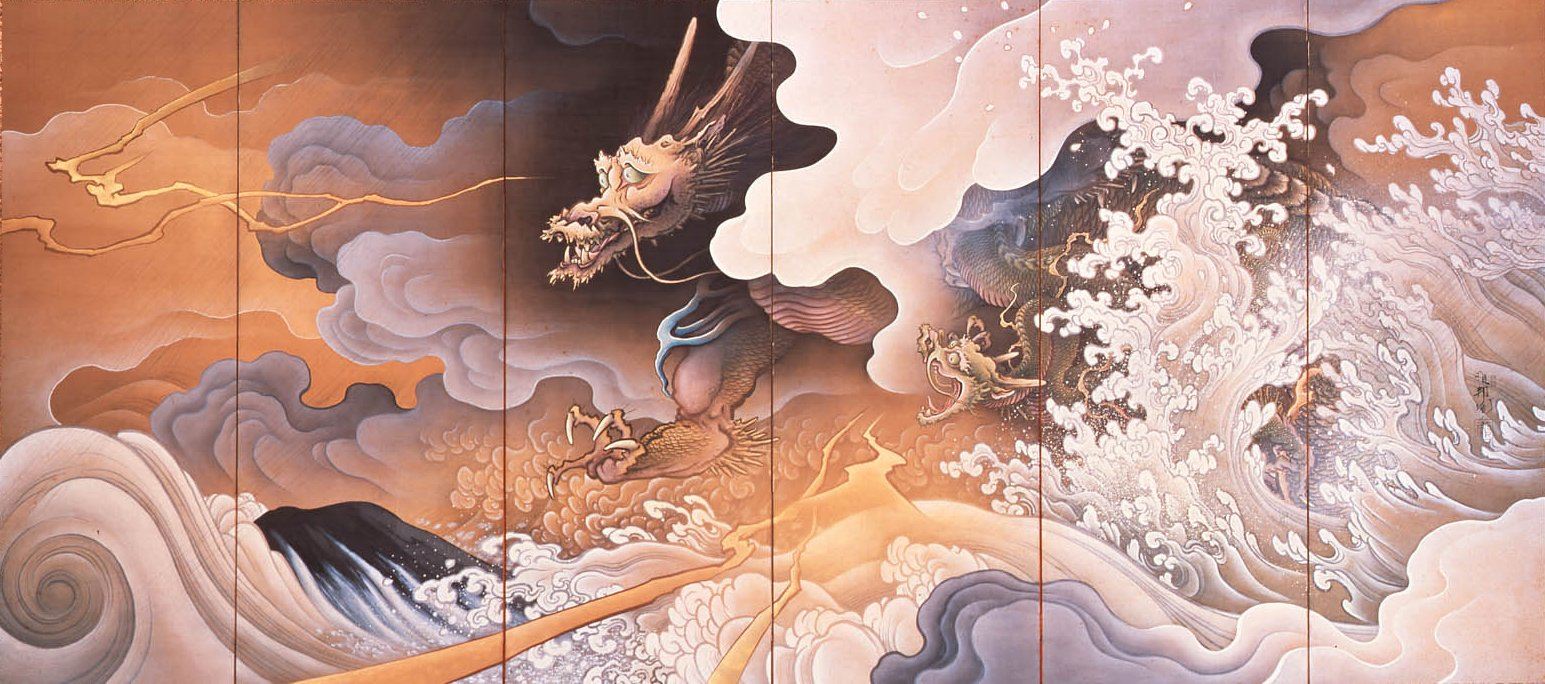
تنين ونمر على حاجز قابل للطي الجهة اليمنى، 1895
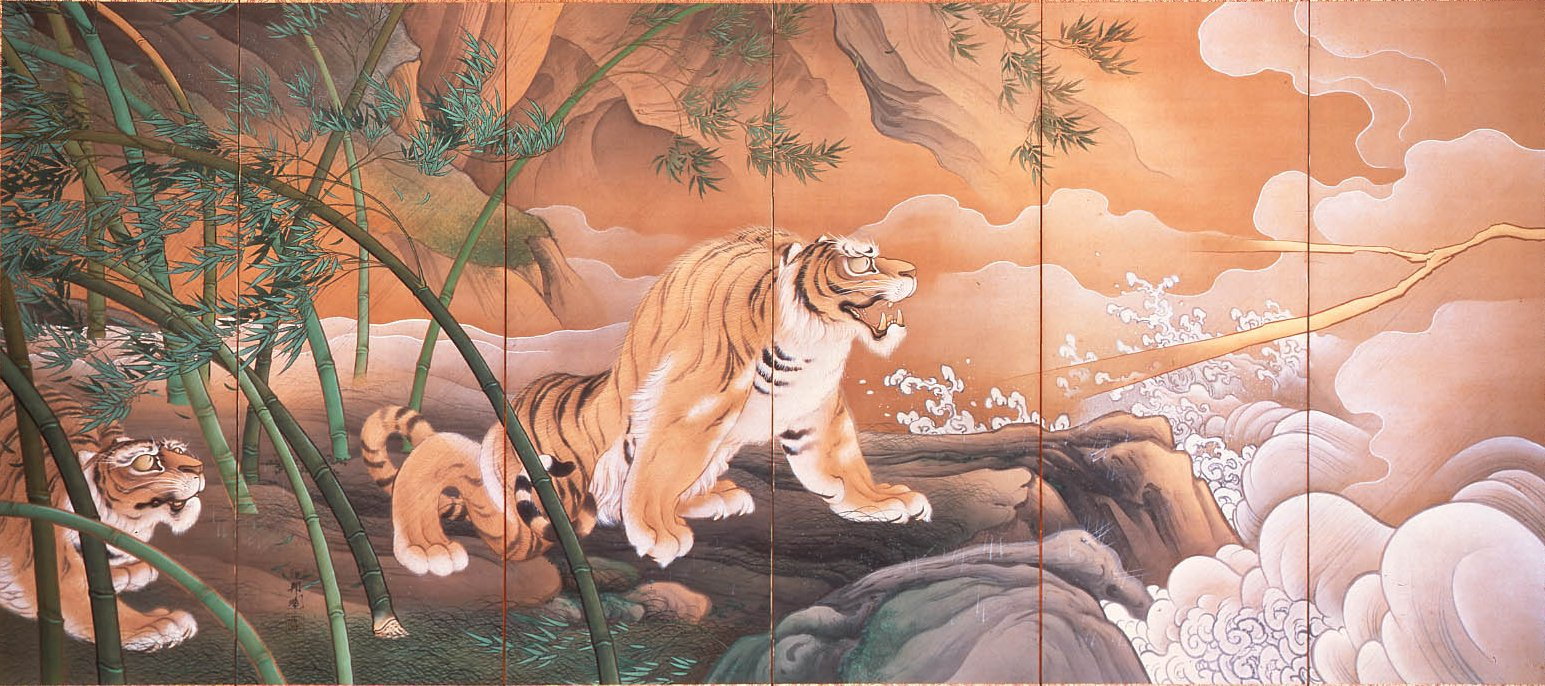
تنين ونمر على حاجز قابل للطي (竜虎図) الجهة اليسرى، 1895